# Vieille-Église
Vieille-Église (Nederlands: Ouderkerke) is een gemeente in het Franse departement Pas-de-Calais (regio Hauts-de-France). De plaats maakt deel uit van het arrondissement Calais. Vieille-Église telde op 1 januari 2022 1.496 inwoners.
In een ver verleden had het dorp een Vlaamsklinkende naam; in de 12e eeuw werd Odinkerke (Oudekerke) geschreven.

## Geografie
De oppervlakte van Vieille-Église bedroeg op 1 januari 2022 21,12 vierkante kilometer; de bevolkingsdichtheid was toen 70,8 inwoners per km².

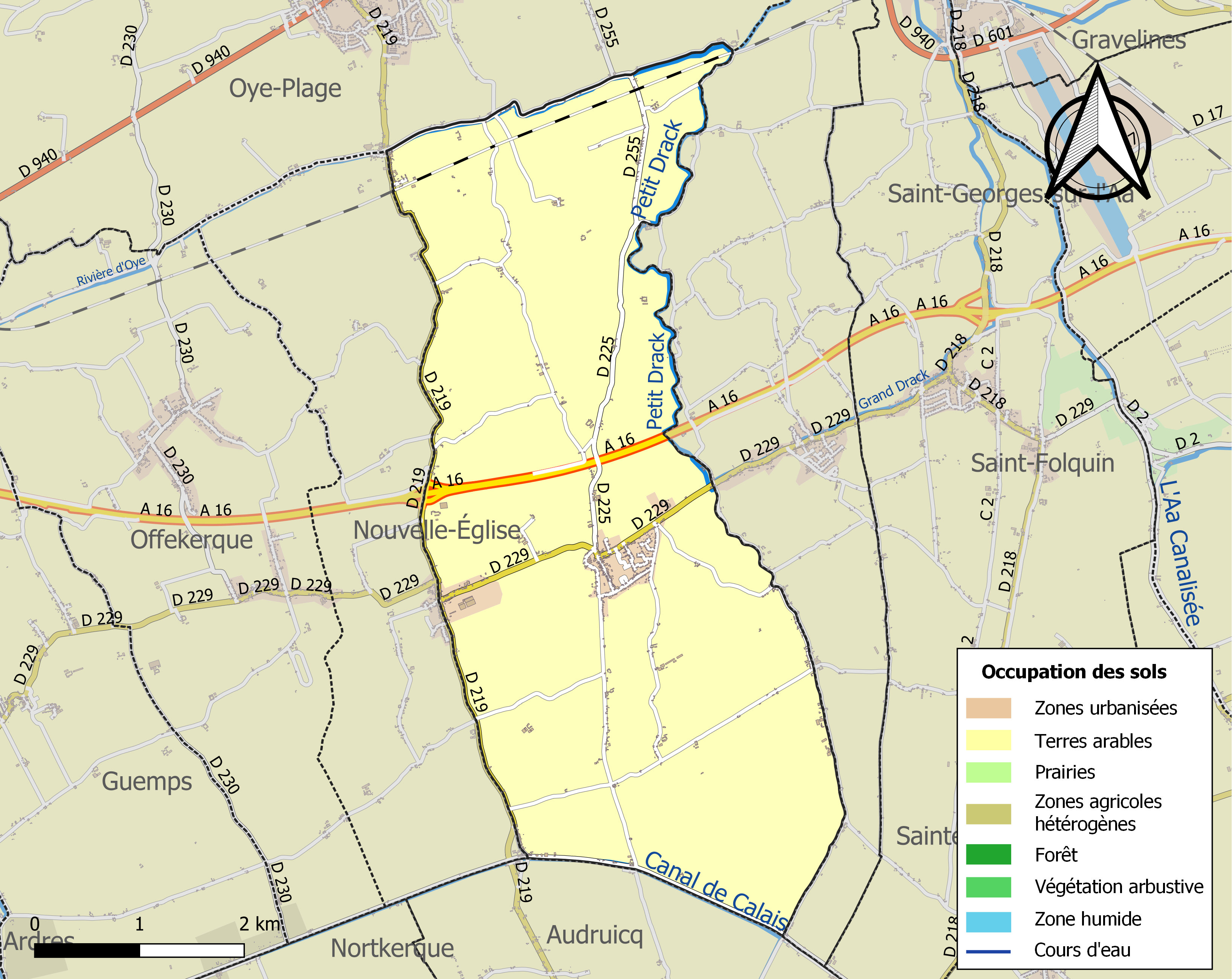
Kaart van de gemeente met belangrijkste infrastructuur, bodemgebruik en omliggende gemeenten

## Demografie
Onderstaande figuur toont het verloop van het inwonertal (bron: INSEE-tellingen).